# Krzysztof Lepianka
Krzysztof Lepianka (ur. 6 czerwca 1956 w Warszawie) – polski kajakarz, medalista mistrzostw świata, olimpijczyk z Moskwy 1980, zawodnik Drukarza Warszawa i Spójni Warszawa.
Trzykrotny medalista mistrzostw świata w konkurencji K-4 na dystansie 10 000 metrów (partnerami byli:Andrzej Klimaszewski, Zdzisław Szubski, Zbigniew Torzecki): brązowy z Sofii (1977), srebrny z Belgradu (1978) i Duisburga (1979).
Na igrzyskach olimpijskich w Moskwie wystartował w konkurencji K-2 na dystansie 1000 metrów (partnerem był :Andrzej Klimaszewski). Polska osada odpadła w repasażach.
Po zakończeniu kariery sportowej podjął pracę trenera poza granicami kraju (kanada, Australia, USA).